# Schimanski: Schuld und Sühne
Schuld und Sühne ist ein Fernsehfilm aus der Kriminalreihe Schimanski der ARD.
Der Film wurde von Colonia Media produziert und am 30. Januar 2011 erstmals gesendet. Es ist die 16. Folge der Schimanski-Reihe mit Götz George. Schimanski bleibt nicht untätig, als ein junger Polizist, mit dessen Mutter er befreundet ist, sich erschießt, und muss fassungslos erkennen, dass im Polizeirevier in der Ruhrstraße Korruption an der Tagesordnung ist.

## Handlung

### Ausgangspunkt
Horst Schimanski sitzt erschöpft in einem alten Fabrikgebäude vor dem toten Polizisten Günther Patzak und erzählt ihm, wie er vom Kleinganoven zum Polizisten bekehrt wurde. Vor dem Gebäude fordert Revierleiter Paul Hinz ihn zum Aufgeben auf.

### 6 Tage zuvor
Schimanski beobachtet an Erkans Imbissstand eine heftige Auseinandersetzung zwischen den Polizisten Patzak und Kroppen einerseits und albanischen Jugendlichen andererseits, die nach Eintreffen der Polizisten Martin Schmale und Oliver Hoppe von diesen entschärft werden kann. Hoppe lässt den Albaner Tasci laufen, was Patzak extrem verärgert. Nachdem die Polizisten abgezogen sind, findet Schimanski dort zufällig eine Tüte Drogen, die er ohne Bedenken vernichtet.
Schimanski, der mit Oliver Hoppes verstorbenem Vater gut befreundet war, versucht von diesem in der Kneipe seiner Mutter Sonja Hoppe, mit der er ebenfalls eng befreundet ist, den Grund für die ungeschickte Polizeiaktion am Morgen zu erfahren. Doch Hoppe gibt ihm zu verstehen, dass Schimanski als Ex-Bulle nichts vom heutigen Polizeialltag verstehe und zieht sich in seine Kellerwohnung zurück. Hoppes Mutter Sonja klagt Schimanski gegenüber, dass ihr Sohn sich in den letzten Wochen extrem verändert habe. In der Nacht schießt sich Hoppe in seiner Wohnung in den Mund. Der Schuss wird von seiner Mutter gehört, die die Kollegen ihres Sohnes benachrichtigt, die die Tür zu seinem Zimmer aufbrechen und den jungen Polizisten tot auffinden. Schimanski trifft am Ort des Geschehens ein und glaubt zunächst nicht, dass Hoppe Selbstmord begangen hat. Kriminalhauptkommissar Thomas Hunger, der mit Schimanskis ehemaligem Kollegen Hänschen zusammenarbeitet, wird mit den Ermittlungen beauftragt. Der Fall nimmt eine Wendung, als einige Stunden später ein totes Roma-Mädchen aus dem Rhein gezogen wird, das der albanischen Rotlichtszene entstammt.
Schimanskis Interesse am Tod von Oliver Hoppe lässt seine Kollegen nervös werden. Patzak nimmt daraufhin Einfluss auf Schimanskis Freundin Marie-Claire, indem diese drangsaliert und eingeschüchtert wird. Nach der Beerdigung von Hoppe wird Schimanski von dem polizeiinternen Ermittler Max von Rüden angesprochen, da gegen etliche Polizisten des Ruhr-Reviers der Verdacht der Korruption besteht. Einen von Sonja Hoppe zuvor in Olivers Wohnung gefundenen Umschlag mit Drogen und Geld verschweigt Schimanski von Rüden, um das Ansehen des jungen Polizisten zu schützen. Nachdem Schimanski zufällig Olivers Handy findet, entdeckt er darauf das tote Roma-Mädchen, das er kurz zuvor in der Gerichtsmedizin im Beisein von Thomas Hunger gesehen hat. Er sucht nun nach einem weiteren Roma-Mädchen, das neben dem toten Mädchen auf den Fotos zu sehen ist. Er vermutet die junge Frau in einem albanischen Bordell. Alles deutet darauf hin, dass anstehende Razzien durch Polizisten der Ruhrstraße verraten wurden und man auch jetzt wieder informiert war und das Mädchen mit Namen Irina rechtzeitig aus dem Bordell geholt und an anderer Stelle versteckt hat.
Schimanski beschattet das Bordell und folgt dem Besitzer zu einer Geheimwohnung, wo er den Aufpasser überlisten kann und Irina mit sich nimmt. Er versteckt die junge Frau erst einmal bei Sonja Hoppe. Als Hunger davon erfährt, verlangt er ihre Auslieferung als Zeugin. Dazu kommt es aber nicht, da ein Jeep den Wagen, in dem Schimanski mit Irina und seiner Freundin Marie-Claire unterwegs ist, gezielt rammt und das Mädchen danach panisch an einen unbekannten Ort flüchtet. Marie-Claire wird ins Krankenhaus eingeliefert, während Schimanski nur leicht verletzt ist. Die Polizeibeamten der Ruhrstraße geraten aufgrund von Rüdens Ermittlungen gegen ihr Revier in Bedrängnis und setzen alles daran, Irinas ebenfalls habhaft zu werden. Als Schimanski sich bei Erkan aufhält, erfährt er von obdachlosen Jugendlichen, wo die geflüchtete Frau sich versteckt hält und kann sie vor dem Zugriff der Beamten Patzak und Schmale in seine Wohnung retten.
Schimanski beschwert sich aufgebracht bei von Rüden, den unerfahrenen Hoppe gegen seine Kollegen benutzt zu haben, um versteckt gegen sie zu ermitteln. Der meint, die meisten Polizisten im Revier Ruhrstraße würden sehr gute Arbeit leisten, aber wenn man die schwarzen Schafe nicht herausfinde, werde vielleicht das gesamte Revier dichtgemacht. Als Schimanski sich mit Hänschen trifft und die Fakten austauscht, wird auf sie geschossen. Hänschen, der sich schützend vor Schimanski stellt, wird von zwei Kugeln getroffen und im Krankenhaus notoperiert. Unerwartet bittet die Polizeibeamtin Petra Kroppen Schimanski telefonisch in eine alte Lagerhalle, um ihm einiges zu erklären. Zu Schimanskis Überraschung erscheint sie am Treffpunkt zusammen mit Patzak, der ihm erklärt, das Mädchen erschossen zu haben. Es kommt zu einem Handgemenge zwischen beiden Männern, wobei sich ein Schuss löst und Patzak trifft, der sterbend versucht, sein Handeln zu rechtfertigen. Oliver Hoppe habe seine Kollegen ans Messer liefern wollen, dafür habe er bestraft werden müssen. Irina habe Oliver verraten und dann sei das ganze irgendwie aus dem Ruder gelaufen, deswegen habe er zusehen müssen, wie Svetlana, die Frau, in die er sich verliebt hatte und die er aus dem Milieu herausholen wollte, aus nächster Nähe mit seiner Waffe erschossen wurde.
Vor dem Gebäude sind bereits Hinz, von Rüden, Schmale sowie Hunger vorgefahren und stürmen nach längerem Zögern die Halle. Petra Kroppen bedroht plötzlich Schimanski und wird, gerade als sie aufgeben will, von Hinz in den Rücken geschossen. Später spricht Schimanski noch einmal mit Irina und bedeutet ihr, dass sie Svetlana, die ihr vertraut habe, verraten habe. Er könne ihr nicht verzeihen, lässt er die bitterlich weinende Frau wissen, die, die das könnten, seien tot.
Schimanski konfrontiert Revierleiter Paul Hinz mit seinem Wissen, dass die Korruptionswelle von diesem selbst vor dessen Ruhestand gesteuert worden ist und dass Hinz Petra Kroppen, die einzige Zeugin, die diesen hätte belasten können, aus Eigennutz erschossen hat. Er stellt, da er die Wahrheit aussagen werde, den Revierleiter vor die Wahl, sich seiner Verantwortung zu stellen. Hinz solle es zu Ende bringen – so oder so.

## Hintergrund
Diese Schimanski-Folge entstand in der Zeit vom 23. Februar bis zum 25. März 2010. Drehorte waren Duisburg sowie Köln und Umgebung. Schuld und Sühne wird aus der Rückblende erzählt. Die ersten Szenen des Films zeigen das Ende, nachdem Schimanski in einer Halle den Polizisten Patzak im Handgemenge getötet hat. Die gleiche Erzählweise wurde bereits im Tatort Der Fall Schimanski verwendet. Am Ende des Films ertönt Gary Jules Coverversion von Mad World (Verrückte Welt), ein Song der britischen Popgruppe Tears for Fears, der schon in Donnie Darko am Ende des Films lief.
Hannes Jaenicke gab 1984 im Film Abwärts an der Seite von Schimanski-Darsteller Götz George sein Debüt. Neben diesem Film hat er auch zweimal (Zabou, Geschwister) in einem Schimanski-Krimi in einer Nebenrolle mitgewirkt.

## Rezeption

### Einschaltquoten
Bei seiner Erstausstrahlung am 30. Januar 2011 in der ARD Das Erste konnte der Film 9,17 Mio. Zuschauer verzeichnen, was einem Marktanteil von 23,7 % entsprach.

### Kritik
TV Spielfilm meinte, dass Schimanski und seine Reihe sich auch in diesem Film gewohnt treu geblieben seien und fasste zusammen: „Ein Schimmi der alten Schule: verflucht gut.“ TV Movie gab für Action und Gefühl jeweils einen von drei Punkten, für Spannung zwei Punkte und urteilte: „Auch als alter Herr noch schlagkräftig.“ Focus Redakteurin Carin Pawlak führte aus, dass „drei Jahrzehnte und viele M65–Feldjacken später der Schimi immer noch Kult [sei]. Und zwar zu recht. Dieser ‚Schimanski‘ mit dem Dostojewski Titel ‚Schuld und Sühne‘ [sei] eine Hymne auf die gute alte Zeit. Ein Triumph für die guten Alten.“ Es gebe zwei Groß-Darsteller in diesem Film. „Ulrike Kriener als Mutter des Jung-Polizisten Oliver, […] spiel[e] diese Kneipenwirtin Sonja als starke Frau mit Rissen in der Seele, die immer nur kurz ausgestellt w[ü]rden.“ Und eben Götz George, der „einer der wenigen Charakterdarsteller im deutschen Fernsehen [bleibe].“ Rainer Tittelbach von tittelbach.tv urteilte, dass Schimanski „desillusionierter“ geworden sei und den „Zustand der Welt mit gewisser Altersmilde zur Kenntnis“ nehme. „Doch sein Wertesystem [sei] intakt. Und als TV-Mythos (& Spielzeug der Populärkultur) erzähl[e] er mehr als die aktuelle Geschichte.“ Christopher Keil verfasste eine Kritik für die Süddeutsche Zeitung und meinte, „Götz George verkörper[e] den Tatort–Ermittler gewohnt glaubwürdig – vor allem dessen Fassungslosigkeit. Auf der Spur persönlicher Betroffenheit lös[e] er die Fälle, und er lös[e] sie mit Ruhe und Klarheit.“ Abschließend fasste Keil zusammen: „Götz George spielt die Fassungslosigkeit eines Cops, der nicht immer richtig handelte, der aber wusste, was falsch ist, so hinreißend und selbstironisch, dass man Schimanski eher 2011 als 2012 wieder sehen möchte.“